# مجلس منبج العسكري
مجلس منبج العسكري هو تحالف من الجماعات المسلحة التابعة لقوات سوريا الديمقراطية، تأسس عام 2016، ونشط في مدينة منبج، خلال الحرب الأهلية السورية.

## التركيبة
أسست قوات سوريا الديمقراطية مجلس منبج العسكري في 2 أبريل 2016، عند سد تشرين، قبل وقت قصير من بدء معركة منبج، وحارب تنظيم الدولة الإسلامية.
ضم مجلس منبج العسكري عند تأسيسه ست مجموعات وكانت الغالبية العظمى من مقاتليه من العرب أو التركمان. ومن بين المجموعات الرئيسية للمجلس العسكري :
- كتائب شمس الشمال، التي تم دمجها أيضًا في جيش الثوار، وتتكون بشكل رئيسي من العرب والتركمان وتنتسب إلى الجيش السوري الحر.[1][2]
- لواء السلاجقة، ويتكون بشكل رئيسي من التركمان.[1]
- كتيبة منبج الثورية.[1]
- لواء جند الحرمين، المكون بشكل رئيسي من العرب والمنتسبين إلى الجيش السوري الحر، انضم بعد ذلك إلى كتائب شمس الشمال.[2][3]
- كتيبة شهداء الفرات مكونة بشكل رئيسي من العرب.[2]
- لواء تحرير الفرات تأسس في أكتوبر 2016.[2]

## القيادة
كان أبو ليلى، الرئيس الأول لمجلس منبج العسكري وأيضاً قائد كتائب شمس الشمال، وقد أصيب بجروح قاتلة في حزيران/يونيو 2016 خلال معركة منبج. ثم خلفه الرجل الثاني في قيادة كتائب شمس الشمال عدنان أبو أمجد، إلا أن عدنان أبو أمجد قُتل أثناء القتال في 26 أغسطس 2017، خلال معركة الرقة. أصبح بعدها أبو عادل الرئيس الجديد للمجلس العسكري. نائب قائدها هو الشيخ إبراهيم البناوي والناطق الرسمي لها هو شرفان درويش.

## إجراءات
استعملت قوات سوريا الديمقراطية مجلس منبج العسكري لتشكيل قوة محلية ضد تنظيم الدولة الإسلامية وكغطاء لإخفاء سيطرة وتأثير وحدات حماية الشعب وحزب العمال الكردستاني على المنطقة.
وبعد معركة منبج، تولى مجلس منبج العسكري إدارة المدينة. كما أرسل 200 من مقاتليه للمشاركة في معركة الطبقة، ثم شارك في معركة الرقة.

## انضر أيضاً
- قوات سوريا الديمقراطية